# Phaloe ignita
Phaloe ignita är en fjärilsart som beskrevs av Butler 1870. Phaloe ignita ingår i släktet Phaloe och familjen björnspinnare. Inga underarter finns listade i Catalogue of Life.